# Oderzo
Oderzo (tiếng Latinh: Opitergium) là một đô thị (comune) thuộc tỉnh Treviso, vùng Veneto, Ý. Đô thị này có diện tích 42 km2, dân số là 20.094 người (thời điểm 31 tháng 12 năm 2008). Đô thị này nằm ở trung tâm đồng bằng Veneto, khoảng 66 km về phía đông bắc Venezia. Sông Monticano, một nhánh của sông Livenza, chảy qua đô thị này.